# Streptocarpus venosus
Streptocarpus venosus är en tvåhjärtbladig växtart som beskrevs av Brian Laurence Burtt. Streptocarpus venosus ingår i släktet Streptocarpus och familjen Gesneriaceae. Inga underarter finns listade i Catalogue of Life.